# Sarzedas
Sarzedas es una freguesia portuguesa del concelho de Castelo Branco, con 172,70 km² de superficie y  habitantes (2001). Su densidad de población es de 10,1 hab/km².